# Vilson Pedro Kleinübing
Vilson Pedro Kleinübing (Monténégro, 9 septembre 1944 - 23 octobre 1998) est un homme politique brésilien. Il fut gouverneur de l'État de Santa Catarina de 1991 à 1994.
Diplômé de génie mécanique de l'université fédérale du Rio Grande do Sul et d'économie et de gestion de l'université fédérale de Santa Catarina, il fut tour à tour député fédéral (1982-1984), maire de Blumenau (1988-1989), gouverneur de Santa Catarina (1991-1994) et sénateur (1995-1998). Il est le père du maire actuel de Blumenau, João Paulo Kleinübing (pt).